# Petrofísica
La petrofísica (del griego πέτρα 'Roca', y -φύσις /physis/, 'natureza') es el estudio de las propiedades físicas y químicas de la roca y sus interacciones con los fluidos.
Un gran aplicación de la petrofísica es el estudio de reservorios para la industria de hidrocarburos. Los petrofísicos trabajan junto a los ingenieros de reservorio y geocientíficos para entender las propiedades de medio poral del reservorio. Particularmente, cómo los poros están interconectados en el subsuelo, controlando la acumulación y migración de hidrcarburos. Algunas propiedades fundamentales petrofísicas son litología, porosidad, saturación del agua, permeabilidad y presión capilar.
El trabajo de flujo de los petrofísicos involucra la medición y evaluación de estas propiedades petrofísicas a través de la interpretación de registros de pozos (a las condiciones in situ del reservorio) y análisis de testigos en el laboratorio. Durante la perforación de pozo, diferentes herramientas de registro de pozo son utilizadas para medir las propiedades mineralógicas y petrofísicas a través de tecnologías de radioactividad y sísmica en la boca de pozo. Además, los testigos de roca son extraídos desde el pozo a muestras del tipo de extracción lateral (sidewall core plug) o completo (whole core). Estos estudios son combinados son estudios geológicos, geofísicos y de ingeniería de reservorio para modelar el resrevorio y determinar su factibilidad económica.
Mientras la mayoría de los petrofísicos trabajan en la industria de hidrocarburos, algunos también trabajan en la industria de la minería, recursos hídricos, energía geotérmica y captura y almacenamiento de carbono. La petrofísica es parte de la geociencias, y sus estudios son utilizados por la ingeniería de petróleo, geología, geoquímica, exploración geofísica y otros.
La Sociedad de Petrofísicos y Analistas de Perfilaje de Pozos (The Society of Petrophysicists and Well Log Analysts, SPWLA) es la organización sin fines de lucro líder en la disciplina de la petrofísica, cuya misión es aumentar el conocimiento de la petrofísica, la evaluación de formaciones y las mejores prácticas de registro de pozos en la industria del petróleo y el gas y en la comunidad científica en general.

## Propiedades petrofísicas fundamentales
Las siguientes son las propiedades petrofísicas fundamentales utilizadas para caracterizar un reservorio: 
- Litología: una descripción de las características físicas de la roca, como el tamaño de grano, la composición y la textura.[4] Al estudiar la litología de los afloramientos geológicos locales y las muestras de núcleos, los geocientíficos pueden usar una combinación de mediciones de registros, como gamma natural, neutrón, densidad y resistividad, para determinar la litología en el fondo del pozo.[5]
- Porosidad: La porción del volumen del espacio poroso relacionada con el volumen de roca a granel, simbolizada como Φ.[6] Por lo general, se calcula utilizando datos de un instrumento que mide la reacción de la roca al bombardeo de neutrones o rayos gamma, pero también se puede derivar del registro sónico y de RMN.[2] Un porosímetro de helio es la técnica principal para medir el volumen del grano y la porosidad en el laboratorio.[7]
- Saturación de agua: La fracción del espacio poroso ocupado por agua.[8] Esto generalmente se calcula utilizando datos de un instrumento que mide la resistividad de la roca y aplicando modelos de saturación de agua empíricos o teóricos; el más utilizado a nivel mundial es el modelo de Archie (1942).[9] Se conoce por el símbolo Sw.
- Permeabilidad: La cantidad de fluido (agua o hidrocarburo) que puede fluir a través de una roca en función del tiempo y la presión, relacionada con cuán interconectados están los poros, y se conoce con el símbolo k.[1] Las pruebas de formación son la única herramienta que puede medir directamente la permeabilidad de una formación rocosa en un pozo.[10] En caso de su ausencia, lo que es común en la mayoría de los casos, se puede derivar una estimación de la permeabilidad a partir de relaciones empíricas con otras mediciones como la porosidad, la RMN y el registro sónico. La ley de Darcy se aplica en el laboratorio para medir la permeabilidad del tapón del núcleo con un gas o líquido inerte (es decir, que no reacciona con la roca).[7]
- Espesor de formación (h) de roca con suficiente permeabilidad para entregar fluidos a un pozo; esta propiedad a menudo se denomina "roca reservorio neta". En la industria del petróleo y el gas, se calcula otra cantidad de “pago neto”, que es el espesor de la roca que puede llevar hidrocarburos al pozo a una tasa rentable.[11]

## Propiedades mecánicas de las rocas
Las propiedades mecánicas o geomecánicas de la roca también se utilizan dentro de la petrofísica para determinar la resistencia del reservorio, las propiedades elásticas, la dureza, el comportamiento ultrasónico, las características de índice y las tensiones in situ.
Los petrofísicos utilizan mediciones acústicas y de densidad de las rocas para calcular sus propiedades mecánicas y su resistencia. Miden la velocidad de la onda de compresión (P) del sonido a través de la roca y la velocidad de la onda de corte (S) y las usan con la densidad de la roca para calcular la resistencia a la compresión de la roca, que es el esfuerzo de compresión que hace que una roca falle, y la flexibilidad de las rocas, que es la relación entre la tensión y la deformación de una roca. El análisis de ondas convertidas también determina la litología y la porosidad del subsuelo.
Las mediciones geomecánicas son útiles para la evaluación de la capacidad de perforación, el diseño de estabilidad de pozos y pozos descubiertos, la resistencia de los registros y las correlaciones de tensión, y la caracterización de la formación y la resistencia. Estas medidas también se utilizan para diseñar represas, caminos, cimientos para edificios y muchos otros proyectos de construcción grandes. También pueden ayudar a interpretar las señales sísmicas de la Tierra, ya sean señales sísmicas fabricadas o señales de terremotos.

## Métodos de análisis petrofísico

### Análisis de testigo de roca
Dado que las muestras de núcleos son la única evidencia de la estructura de la roca de formación del reservorio, el análisis de núcleos son los datos "verídicos" medidos en el laboratorio para comprender las características petrofísicas clave del reservorio in situ. En la industria del petróleo, las muestras de roca se recuperan del subsuelo y se miden en los laboratorios principales de las empresas petroleras o de servicios. Este proceso requiere mucho tiempo y es costoso; por lo tanto, solo se puede aplicar a algunos de los pozos perforados en un campo. Además, el diseño, la planificación y la supervisión adecuados reducen la redundancia y la incertidumbre de los datos. Los equipos del cliente y del laboratorio deben trabajar alineados para optimizar el proceso de análisis principal.

### Registro de pozos

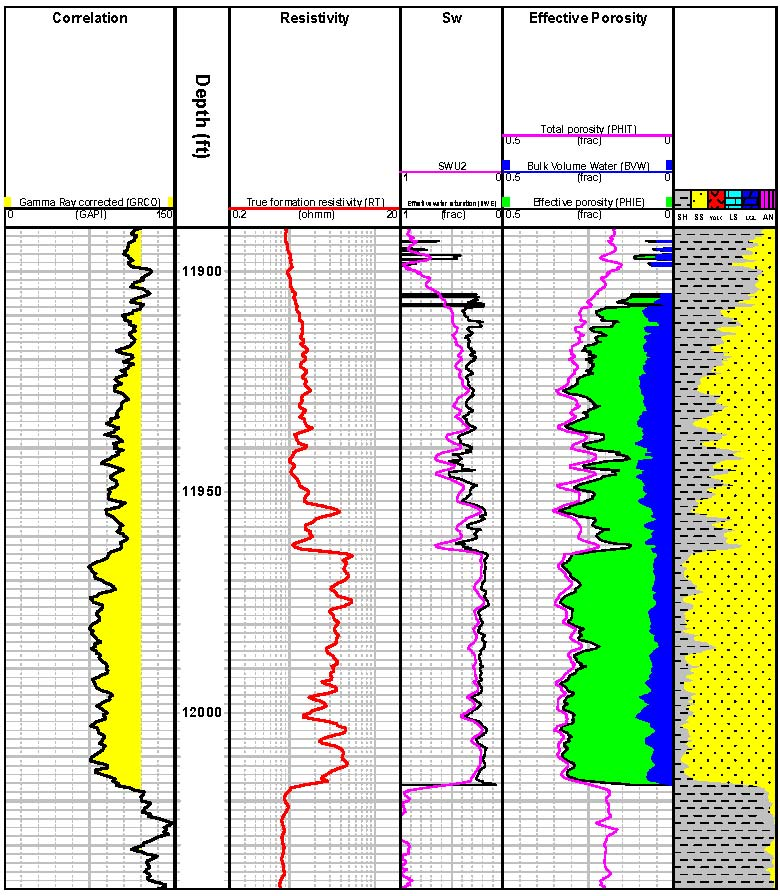
Figura 1. Carreras de registros de pozo.

El registro de pozos es un método relativamente económico para obtener propiedades petrofísicas en el fondo del pozo. Las herramientas de medición se transportan al fondo del pozo utilizando el método de cable o LWD.
En la Figura 1 se muestra un ejemplo de registros de pozo. La primera "pista" muestra el nivel de radiación gamma natural de la roca. El "registro" del nivel de radiación gamma muestra una radiación creciente a la derecha y una radiación decreciente a la izquierda. Las rocas que emiten menos radiación tienen un tono más amarillo. El detector es muy sensible y la cantidad de radiación es muy baja. En las formaciones de rocas clásticas, es más probable que las rocas con cantidades más pequeñas de radiación tengan granos más gruesos y más espacio poroso, mientras que las rocas con cantidades más altas de radiación tienen más probabilidades de tener granos más finos y menos espacio poroso.
La segunda pista en el gráfico registra la profundidad por debajo del punto de referencia, generalmente el casquillo Kelly o la mesa giratoria en pies, por lo que estas formaciones rocosas están a 11,900 pies por debajo de la superficie terrestre.
En la tercera pista se presenta la resistividad eléctrica de la roca. El agua de esta roca es salada. Los electrolitos que fluyen dentro del espacio poroso dentro del agua conducen la electricidad, lo que resulta en una menor resistividad de la roca. Esto también indica una mayor saturación de agua y una menor saturación de hidrocarburos.
La cuarta pista muestra la saturación de agua calculada, tanto como agua "total" (incluida el agua unida a la roca) en magenta como "agua efectiva" o agua que fluye libremente en negro. Ambas cantidades se dan como una fracción del espacio poroso total.
La quinta pista muestra la fracción de la roca total que es espacio poroso lleno de fluidos (es decir, porosidad). La visualización del espacio poroso se divide en verde para petróleo y azul para agua móvil. La línea negra muestra la fracción del espacio poroso que contiene agua o petróleo que puede moverse o "producirse" (es decir, porosidad efectiva). Mientras que la línea magenta indica la porosidad toral, es decir que incluye el agua que está permanentemente ligada a la roca.
La última pista representa la litología de la roca dividida en porciones de arenisca y lutita. El patrón amarillo representa la fracción de la roca (excluyendo los fluidos) compuesta por arenisca de grano más grueso. El patrón gris representa la fracción de roca compuesta de grano más fino, es decir, "lutita". La arenisca es la parte de la roca que contiene los hidrocarburos producibles y el agua.

### Modelamiento
Los modelos de yacimientos son construidos por ingeniería de yacimientos en un software especializado con el conjunto de datos petrofísicos elaborado por el petrofísico para estimar la cantidad de hidrocarburo presente en el reservorio, la velocidad a la que ese hidrocarburo se puede producir en la superficie de la Tierra a través de los pozos y el flujo de fluido en las rocas. Modelos similares en la industria de los recursos hídricos calculan cuánta agua se puede producir en la superficie durante largos períodos sin agotar el acuífero.

## Modelo volumétrico de roca para formación de arena arcillosa
La arena arcillosa es un término que se refiere a una mezcla de esquisto y arenisca. Por lo tanto, una porción significativa de minerales arcillosos y partículas del tamaño del limo da como resultado una arenisca de grano fino con mayor densidad y complejidad de la roca.
El volumen de lutita/arcilla es un parámetro petrofísico esencial para estimar, ya que contribuye al volumen total de la roca, y para la correcta porosidad y saturación de agua, la evaluación debe definirse correctamente. Como se muestra en la Figura 2, para modelar la formación de rocas clásticas, hay cuatro componentes cuyas definiciones son típicas para arenas arcillosas o arcillas que asumen: la matriz de roca (granos), porción de arcilla que rodea los granos, agua e hidrocarburos. Estos dos fluidos se almacenan solo en el espacio poroso de la matriz de la roca.

Componentes de un modelo petrofísico de una roca reservorio mojada por agua.

Debido a la microestructura compleja, para una roca mojada por agua, los siguientes términos comprenden una formaciónn de yacimiento clástico:
Vma = volumen de granos de la matriz.
Vdcl = volumen de arcilla seca.
Vcbw = volume de agua ligada a la arcilla.
Vcl = volumen de arcilla mojada (Vdcl +Vcbw).
Vcap = volumen de agua ligada por capilaridad.
Vfw = volumen de agua libre.
Vhyd = volumen de hidrocarburo.
ΦT = porosidad total (PHIT), que incluye las gargantas de poro conectadas y no conectadas.
Φe = porosidad efectiva que incluye solo las gargantas de poro interconectadas.
Vb = volumen aparente de la roca.
Key equations:
Vma + Vcl + Vfw + Vhyd = 1
Volumen de matriz de roca + volumen de arcilla mojada + volumen de agua libre + volumen de hidrocarburo = volumen de roca aparente